# Хартнер, Рона
Рона Хартнер (рум. Rona Hartner; 9 марта 1973[…], Бухарест — 23 ноября 2023[…], Тулон) — румынская киноактриса, певица, композитор и автор песен.

## Биография
Родилась 9 марта 1973 года в Бухаресте, столице Социалистической Республики Румыния в интеллигентной семье.
С 1979 года училась в бывшей лютеранской школе немецкого меньшинства — Индустриальном лицее № 34 в Бухаресте. После свержения Николае Чаушеску в результате Румынской революции в 1989 году лицей был переименован в Гимназию имени Германа Оберта (в настоящее время — престижный Немецкий колледж имени Гёте). После окончания гимназии в 1991 году поступила в музыкальную школу имени Титу Майореску. В 1992 году поступила в Академию театра и кино.
Рона Хартнер справилась с раком толстой кишки. Четыре года спустя, в июле 2023 года она сообщила о рецидиве. Ей был поставлен диагноз рак лёгкого четвёртой стадии. Её здоровье резко ухудшилось.
Умерла в возрасте 50 лет 23 ноября 2023 года в Тулоне на Лазурном Берегу во Франции.
Похороны пройдут 1 декабря на кладбище Беллу в Бухаресте.

## Творчество

### Актёрская карьера
Карьеру актрисы начала в 1990-х годах, сыграв Тессу в снятых в Румынии картинах direct-to-video «Пиковый валет» (1994) и «Молниеносный Дет» (1994) — четвёртой и пятой частях фантастической хоррор-франшизы «Трансеры» от студии Full Moon Features.
Сыграла небольшую роль в фильме «Теренте, король болот» (1995) румынского режиссёра Андрея Блайера об известном румынском бандите.
Вместе с Шарлоттой Рэмплинг снялась в комедии «Асфальтовое танго» (1996) румынского режиссёра Нае Каранфила.
У режиссёра Николаса Массона снялась в короткометражке «Знаки в пустыне» (1996) и полнометражном дебюте — триллере «Некро» (1997).
Сыграла с Роменом Дюрисом главные роли в фильме «Странный чужак» (1997) — снятой в Румынии заключительной части трилогии о цыганах французского режиссёра Тони Гатлифа. На международном кинофестивале в Локарно фильм получил «Серебряного Леопарда», а Рона Хартнер за роль получила «Бронзового Леопарда» и номинирована на премию «Сезар» самой многообещающей актрисе. Тони Гатлиф снова пригласил Хартнер сыграть в паре с Роменом Дюрисом в роуд-муви «Меня принёс аист» (1999).
Снялась в полнометражном дебюте французского режиссёра Хинера Салеема — комедии «Да здравствует новобрачная… и освобождение Курдистана» (1998) и телефильме «Большие дети» (1998) французского режиссёра Дени Гранье-Дефер.
Снялась в драме «Двойной экстаз» (1998) румынского режиссёра Юлиана Миху.
С Рошди Земом сыграла главные роли в фильме «Спаси меня» (2000) французского режиссёра Кристиана Венсана.
Снялась в комедиях «Папаша в бегах» (2000) французского режиссёра Данте Дезарта, «Секс-гарем Ада-Кале» (2001) румынского режиссёра Мирчи Мурешана и «Мишка» (2002) французского режиссёра Жан-Франсуа Стевенена. Сыграла небольшую роль в снятой в Париже голливудской комедии «Развод» (2003) режиссёра Джеймса Айвори.
Снялась у Михаэля Ханеке в драме «Время волков» (2002).
Снялась в драме «Мария» (2003) — полнометражном дебюте румынского режиссёра Калина Питера Нецера, который получил специальный приз жюри и специальное упоминание молодёжного жюри международного кинофестиваля в Локарно. За роли в картине «Леопарды» получили Диана Думбрава и Шербан Ионеску.
Снялась в киноальманахе «Образы Европы» (2004), французских комедиях «Ремонт» (2005) режиссёра Брижит Роюан и «Мадам Ирма» (2007) режиссёров Дидье Бурдона и Ива Файнберга, сериале «Страж закона» (2007) канала France 2.
Сыграла главную роль в драме «Упавший с небес» (2007) — режиссёрском дебюте французского актёра Ксавье Делюка, получившем приз за режиссуру на международном кинофестивале в Монако.
Сыграла в короткометражке Baïnes (2008), снятой дочерью Жан-Франсуа Стевенена, актрисой Саломе Стевенен.
Снялась в экранизации графического романа Маржан Сатрапи — фильме «Цыплёнок с черносливом» (2011).

### Музыкальная карьера
Первый сингл выпустила на Warner Music France в 1998 году. Это была песня Disparaîtra из оригинального саундтрека фильма «Странный чужак» (Gadjo Dilo, 1997) Тони Гатлифа.
В 2002 году вышел мини-альбом Rona Hartner & David Lynch – You're More Than That, записанный с Дэвидом Линчем.

## Скандал Константинеску — Хартнер
В ноябре 1996 года певицу Рону Хартнер пригласили спеть на съезде избирательного блока «Демократическая конвенция Румынии» перед 15 000 человек. Она пригласила на танец президента Эмилем Константинеску во время исполнения песни Eşti loserul meu. Сделанные фотографии стали скандально известными.
8 января 1999 года лидер националистической партии «Великая Румыния», сенатор Корнелиу Вадим Тудор на телевидении рассказал об интимном дневнике, в котором актриса пишет о связи с президентом Эмилем Константинеску. Последовавший международный скандал стал аналогом разразившегося ранее скандала Клинтон — Левински. В 2010 году в интервью журналу The One актриса заявила, что Корнелиу Вадим Тудор инсценировал скандал.
В шоу «В зеркале» (În oglindă) 19 сентября 2022 года Рона Хартнер заявила:
Моя лучшая подруга придумала этот дневник, чтобы заставить меня вернуться в Румынию. Она продала его Вадиму за 60 тысяч долларов.
Подруга актрисы убедила Корнелиу Вадима Тудора в подлинности написанного в дневнике.
В шоу «40 вопросов с Дениз Рифаи» (40 de intrebari cu Denise Rifai) на канале Kanal D 16 июля 2023 года Рона Хартнер заявила об отношениях с президентом Эмилем Константинеску:
Я видела его только один раз в жизни в ноябре 1996 года, в 1997 году я переехал в Париж, а он занимался своим делом — политикой. У меня не было с ним дел, я его больше никогда не видела. <…> Виноват не танец, а моя подруга, которая использовала этот танец, чтобы скомпрометировать меня.
Ярлык любовницы президента Эмиля Константинеску дорого стоил Роне Хартнер. Из-за скандала её бросил парень в Париже, она потеряла подругу, которая придумала дневник, потеряла большую часть своего имиджа. Желанием актрисы было добиться признания в Румынии работами в кино и театре. Актриса заявила:
За мою карьеру у меня не было ни одной награды в Румынии, где меня не воспринимают как артистку! Для меня это постоянное страдание, мои фильмы из Франции не транслировались в Румынии, эти фильмы транслируются в других странах.

## Личная жизнь
Первый партнёр — аргентинский танцор Рокко Седано (Rocco Sedano), с которым они познакомились во Франции. У пары родилась дочь Рита Сумалия (Rita Sumalya Hartner). Расстались в 2008 году. После расставания Рокко не общался с дочерью.
В 2019 году вышла замуж за французского предпринимателя и диджея Эрве Камиллери (Hervé Camilleri). Полтора года спустя пара развелась.